# David Neumark

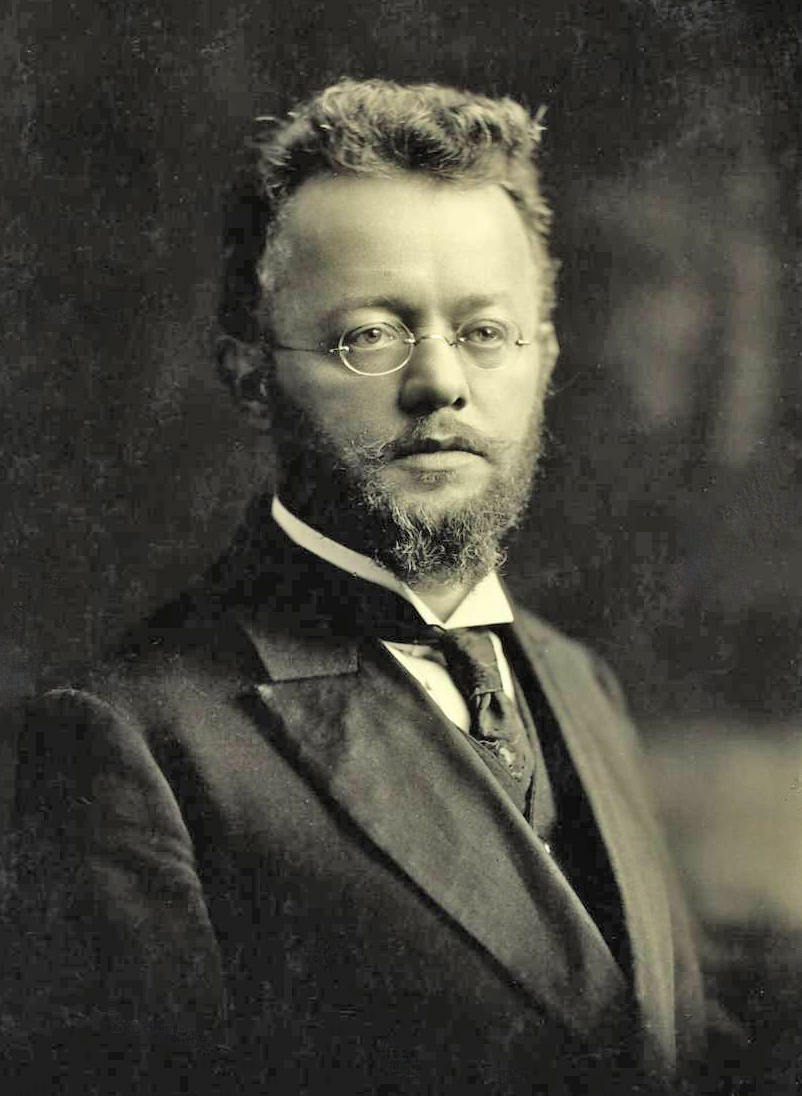
David Neumark

David Neumark (* 3. August 1866 in Szczerzec; † 15. Dezember 1924 in Cincinnati (Ohio)) war ein jüdischer Religionsphilosoph und Rabbiner.

## Leben

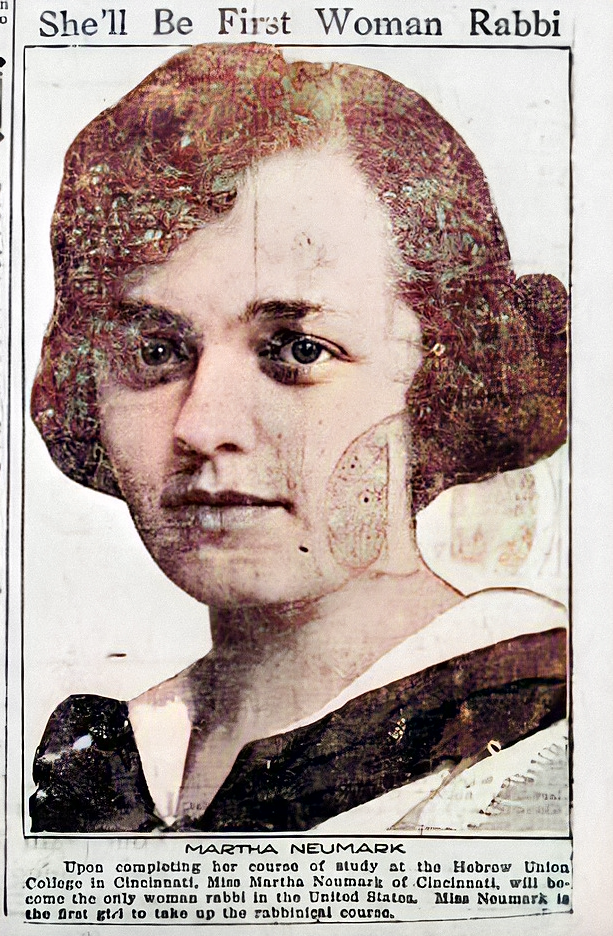
Martha Neumark (1920)

Neumark studierte an der Universität Lemberg, der Universität zu Berlin sowie an der Berliner Hochschule für die Wissenschaft des Judentums. 1896 promovierte er mit einer Arbeit über Die Freiheitslehre bei Kant und Schopenhauer zum Doktor der Philosophie. 1897 wurde er zum Rabbiner ordiniert. Von 1904 bis 1907 hatte er sein erstes und einziges Rabbineramt in Rakovník (Böhmen) inne. 1907 wurde er auf Vorschlag von Kaufmann Kohler (1843–1926) zum Professor für jüdische Philosophie am Hebrew Union College in Cincinnati ernannt.
Aus seiner Ehe mit Dora Neumark (geborene Turnheim) gingen drei Kinder hervor: Salomea, Martha, die ebenfalls Rabbinerin wurde und Immanuel.

## Werk
Das Hauptwerk Neumarks ist seine dreibändige Geschichte der jüdischen Philosophie des Mittelalters. Der dritte Band mit einem Vorwort von Reuben Brainin (1862–1939) behandelte die Attributenlehre und erschien postum. Im Sinne der liberalen Richtung der jüdischen Reformbewegung interpretierte Neumark Offenbarung als einen durch Menschen vermittelten fortschreitenden Prozess, sah dabei die Bibel als Menschenwerk und zog daraus die Konsequenz, ihr eine unbedingte Verbindlichkeit als „Heilige Schrift“ abzusprechen. Zugleich vertrat er im Gegensatz zu zahlreichen Kollegen die Grundsätze eines religiösen Zionismus.

## Schriften
- Studies in Jewish literature: issued in honor of Professor Kaufmann Kohler. Von David Philipson, David Neumark, Julian Morgenstern, Kaufmann Kohler. Reprint 1980.
- Geschichte der jüdischen Philosophie des Mittelalters. Reprint der Ausgabe Berlin 1907 und 1913. 1988. ISBN 0-405-12279-9
- Essays in Jewish Philosophy. Cincinnati (Ohio) 1929.